# Lagarosiphon hydrilloides
Lagarosiphon hydrilloides är en dybladsväxtart som beskrevs av Alfred Barton Rendle. Lagarosiphon hydrilloides ingår i släktet Lagarosiphon och familjen dybladsväxter. IUCN kategoriserar arten globalt som otillräckligt studerad. Inga underarter finns listade.